# Roombroodje

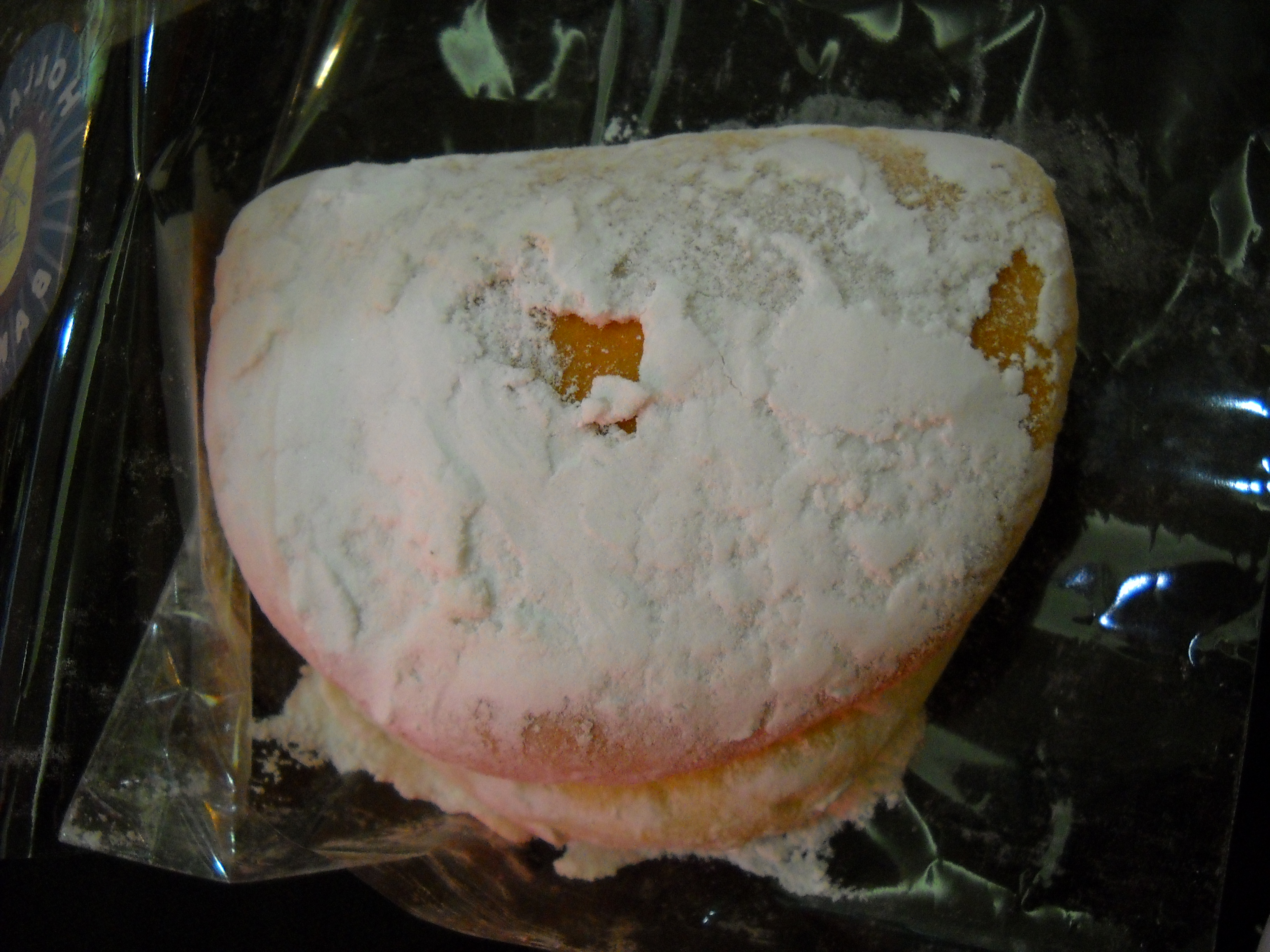
Een roombroodje in Nederlandse bakkerij in Jakarta

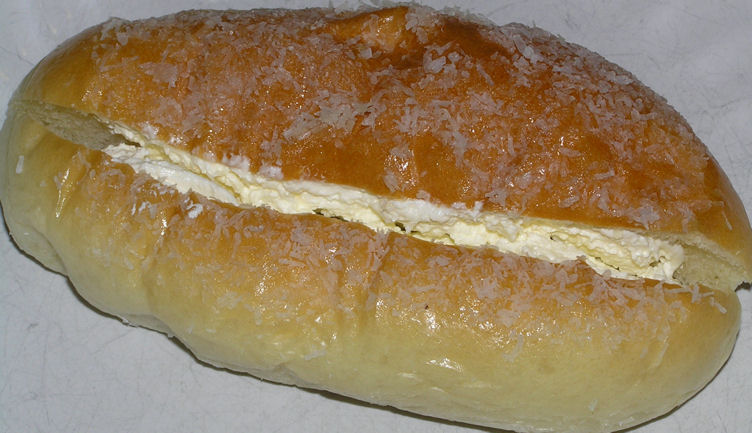
Een Hongkongs roombroodje

Een roombroodje of puddingbroodje is een Nederlandse lekkernij bestaand uit een zoet wit puntbroodje of kadetje met een roomvulling en bestrooid met poedersuiker. De roomvulling kan bestaan uit banketbakkersroom, slagroom, pudding of eventueel saromapudding, hoewel banketbakkersroom het vaakst gebruikt wordt. Vaak wordt er ook nog poedersuiker overheen gestrooid voor de smaak en voor het uiterlijk.
Er bestaan enkele varianten op het in Nederland bekende roombroodje:
- Het chocoladeroombroodje, bedekt met een laagje chocolade;
- Het Hongkongs roombroodje, een type Chinees gebak bestrooid met kokosrasp.